# Arbetarkultur
Denna artikel handlar om kultur som socialt överförda levnadsmönster inom arbetarklassen. För den bredare definitionen av kulturbegreppet se kultur.
Arbetarkultur kan antingen åsyfta den andliga konstnärliga odlingen som har sitt ursprung bland personer tillhörande arbetarklassen (se Arbetarlitteratur) eller de socialt överförda levnadsmönster som förekommer inom arbetarklassen.

## Definition
Forskningsansatserna över den svenska arbetarkultur ser inte oproblematiskt på begreppet arbetarkultur. Historikern Stefan Nyzell skriver i en historiografisk artikel över den arbetarhistoriska forskningen av arbetarkulturer att ”kultur som begrepp inte på något sätt är oproblematiskt [...] begreppets flervetenskapliga  karaktär där olika vetenskapliga discipliner som exempelvis etnologi, sociologi och historia, har delvis olika definitioner av begreppet.” Förutom definitionerna av arbetarkultur som konstnärlig produktion eller som levnadsmönster, menar Nyzell att forskningen vidareutvecklat "det som kallas den ’nya kulturhistorien’, med dess intryck från den språkliga vändningen och fokusering mot semiotik."
Den konstnärliga eller humanistiska definitionen av kultur dominerade definitionen av arbetarkultur inom bland arbetarhistoriker fram till början av 1980-talet, varefter en antropologiska kulturdefinitionen gjorde sig gällande. Historikern Lars Edgren menar att det ökade intressen för en antropologisk kulturdefinition går att finna i "ett missnöje med resultaten av 1960- och 1970-talens kvantitativt orienterade socialhistoria", vars forskningsinriktningar intresserade sig föga för människors handlande.

## Arbetarhistoriker och den antropologiska arbetarkulturdefinitionen
Historiker som under 1980- och 1990-talen studerade arbetarkulturer utifrån det antropologiska perspektivet styrde sina undersökningar utifrån begreppsparen egensinne och skötsamhet. Idéhistorikern Ronny Ambjörnsson fann i sin undersökning av ett norrländskt sågverkssamhälle "en skötsam kultur präglad av väckelse, nykterhet och bildning". Ambjörnssons undersökning motsades av Lars Magnussons studie av hantverksarbetare i Eskilstuna som uppvisade en egensinnig arbetarkultur "präglad av traditionella ritualer, alkohol, kollektiva aktioner och våld."
Björn Horgby vidareutvecklade Ambjörnssons och Magnussons undersökningar genom att anta ett mera omfattande tidsperspektiv i sin undersökning av arbetarkulturen i Norrköping 1850–1940. Istället för motsatser, menade Horgby att ”egensinne och skötsamhet kan vara såväl livsstilar som strategier vilka dels riktar sig utåt mot det omgivande samhället och då framför allt mot den borgerliga hegemonin [...] dels genomgår en förändring under perioden 1850-1940 från en arbetarkultur präglad av egensinne [...] till en arbetarkultur präglad av skötsamhet."

## Arbetarkultur i andra länder
I länder som t.ex. Österrike, Finland och Norge ses arbetarkulturen ofta som en viktig del av arbetarrörelsen: en form av motkultur i vilken medlemmar av arbetarklassen fick möjlighet till både utbildning och deltagande i konstnärlig produktion, idrottsevenemang m.m. på egna villkor. Den tidigare ledaren för Arbeidernes Opplysningforbund i Norge, Gunnar Gregersen, beskrev arbetarkultur som "gemenskapens och solidaritetens kulturform - och således en motpol till den borgerliga kulturen med sitt tydliga fokus på individualism. Det primära i arbetarkulturen har varit att höja den materiella och intellektuella nivån hos folk i allmänhet och inte enbart för sig själv."

### Fotnoter
1. ↑  Stefan Nyzell, "Arbetarkultur i brytningstid: Reflektioner kring kulturhistorien, den nya kulturhistorien och historien bortom den nya kulturhistorien i den svenska arbetarhistoriska forskningen", Tidskriften Scandia, vol. 73, nr. 1, 2007, s. 79.
2. ↑  Lars Edgren, "Hantverkarna och arbetarkulturen: En aspekt av klassformering", Tidskriften Scandia, vol. 56, nr. 2, 1990, s. 232.
3. ↑  Nyzell 2007, s. 85
4. ↑  Nyzell 2007, s. 86
5. ↑  Kangas, Raija (2011). ”Perinne ja kulttuuri -käsitteistä”. Työväenperinne Arbetartradition ry. https://www.tyovaenperinne.fi/tyovaki/perinne/. Läst 9 april 2023.
6. ↑  Gregersen, Gunnar (1981). ”Arbeiderkultur - finnes den?”. Tidskrift for arbeiderbevegelsens historie 2, 1981. https://www.arbark.no/eldok/Arbeiderhistorie1981_21.pdf. Läst 11 april 2023.